# Viola grahamii
Viola grahamii är en violväxtart som beskrevs av George Bentham. Viola grahamii ingår i släktet violer, och familjen violväxter. Inga underarter finns listade i Catalogue of Life.